# Alpinizm jaskiniowy
Alpinizm jaskiniowy, alpinizm podziemny – sportowa eksploracja jaskiń, grupowa lub samotna, przy uwzględnieniu m.in. kryteriów czasu akcji, czystości stylu i osiągniętej deniwelacji.

## Historia

Logo alpinizmu jaskiniowego

Początki alpinizmu jaskiniowego sięgają przełomu XIX i XX wieku. Pierwsze osiągnięcia w tej dziedzinie przypisywane są Édouardowi-Alfredowi Martelowi. Speleolog francuski penetrował jaskinię Gouffre de Padirac na Masywie Centralnym. Pionierem alpinizmu jaskiniowego w Polsce był w XIX wieku Jan Gwalbert Pawlikowski. Kolejnymi polskimi pionierami w tej dziedzinie byli: Mariusz Zaruski oraz Stefan i Tadeusz Zwolińscy. W polskich Tatrach odkryto ok. 600 jaskiń. Polscy alpiniści podziemni prowadzili wyprawy speleologiczne na wszystkich kontynentach. Do znanych polskich speleologów należą m.in.: Kazimierz Kowalski, Maciej Kuczyński, Janusz Śmiałek, Andrzej Ciszewski, Marian Czepiel, Zbigniew Rysiecki, Marian Napierała, Christian Parma, Henryk Zyzański, Jerzy Jaszczyszyn, Włodzimierz Matejuk, Oleg Czyżewski, Teresa Janasz. Kluby alpinistów jaskiniowych zrzesza Międzynarodowa Unia Speleologiczna (UIS).